# 大衛·阿克塞爾羅
大衛·阿克塞爾羅（David M. Axelrod，1955年2月22日—）為芝加哥大學政治學研究所主任，並於美國總統歐巴馬於2008年美國總統選舉和2012年美國總統選舉期間擔任競選顧問，2009年1月至2011年1月期間擔任歐巴馬的美國總統府資政。